# Игнатово (Зубцовский район)
Игна́тово — деревня в Зубцовском районе Тверской области. Входит в состав Вазузского сельского поселения.
Расположена в 20 километрах к югу от районного центра Зубцов, на автодороге Р134 «Смоленск — Вязьма — Зубцов». В 2 км к западу — Вазузское водохранилище.
Население по переписи 2002 года — 135 человек, 67 мужчин, 68 женщин.
В 1997 году — 68 хозяйств, 209 жителей.
Во второй половине XIX — начале XX века деревня относилась к Березуйскому приходу Игнатовской волости Зубцовского уезда Тверской губернии. В 1888 году 34 двора, 187 жителей.